# Cima dei Preti
Die Cima dei Preti ist mit 2706 m s.l.m. der höchste Berg der Südlichen Karnischen Alpen. Sie liegt nördlich von Cimolais auf der Grenze zwischen den Regionen Venetien und Friaul-Julisch Venetien.
Der Normalweg führt von der Ponte Compol im Val Cimoliana über das Bivacco Greselin in 5 Stunden über die Südseite auf den Gipfel. Dabei sind Schwierigkeiten im Schwierigkeitsgrad II (UIAA) bzw. PD (SAC) zu überwinden.